# Saint-Pierremont (Aisne)
Saint-Pierremont è un comune francese di 61 abitanti situato nel dipartimento dell'Aisne della regione dell'Alta Francia.

## Società

### Evoluzione demografica
Abitanti censiti